# Epiceraticelus fluvialis
Espèce
Synonymes
- Scylaceus amylus Chamberlin, 1949

Epiceraticelus fluvialis est une espèce d'araignées aranéomorphes de la famille des Linyphiidae.

## Distribution
Cette espèce est endémique des États-Unis. Elle se rencontre dans l'État de New York, au New Jersey, à Washington, D.C., en Virginie, en Ohio, en Indiana, en Caroline du Sud, au Mississippi et au Texas.

## Description
Epiceraticelus fluvialis mesure de 1,1 à 1,3 mm.

## Publication originale
- Crosby & Bishop, 1931 : Studies in American spiders: genera Cornicularia, Paracornicularia, Tigellinus, Walckenaera, Epiceraticelus and Pelecopsis with descriptions of new genera and species. Journal of the New York Entomological Society, vol. 39, p. 359-403.